# كوري هاريس (موسيقي)
كوري هاريس (بالإنجليزية: Corey Harris)‏ هو موسيقي وعازف قيثارة أمريكي، ولد في 21 فبراير 1969 في دنفر في الولايات المتحدة.

## وصلات خارجية
- الموقع الرسمي
- كوري هاريس على موقع IMDb (الإنجليزية)
- كوري هاريس على موقع ميوزك برينز (الإنجليزية)
- كوري هاريس على موقع أول ميوزيك (الإنجليزية)
- كوري هاريس على موقع ديسكوغز (الإنجليزية)
- كوري هاريس على موقع كينوبويسك (الروسية)